# Trevor Mbakwe
Trevor Mbakwe, né le 24 janvier 1989 à Saint Paul au Minnesota, est un joueur américain de basket-ball. Il évolue au poste de pivot.

## Biographie
Il s'engage le 22 août 2013 avec le Virtus Rome.
Il s'engage le 6 juillet 2014 avec le Brose Baskets.
Il s'engage le 1er juillet 2015 avec le Maccabi Tel-Aviv.
Il s'engage le 6 juillet 2016 avec l'Unicaja Málaga mais son contrat est résilié deux mois plus tard à cause de problèmes au genou.
Il s'engage le 3 novembre 2016 avec le Zénith Saint-Pétersbourg.
Il s'engage le 27 juillet 2017 avec le Auxilium Turin.